# Giacomo Eliantonio
Giacomo Eliantonio (Terni, 11 luglio 1988) è un cestista italiano.
Gioca attualmente nella Pallacanestro Ruvo di Puglia ricoprendo il ruolo di ala grande, all'occorenza anche centro.

## Carriera
Cresciuto nel settore giovanile della Montepaschi Siena, ha disputato gli Europei Under-20 2008.

## Palmarès
- Coppa Italia di Legadue: 1
 Jesi Academy: 2008